# Cantón de San Ramón
Cantón de San Ramón är en kanton i Costa Rica.   Den ligger i provinsen Alajuela, i den centrala delen av landet, 50 km väster om huvudstaden San José. Antalet invånare är 75 182. Arean är 1 019 kvadratkilometer.
Terrängen i Cantón de San Ramón är bergig norrut, men söderut är den kuperad.